# Angarns kyrka

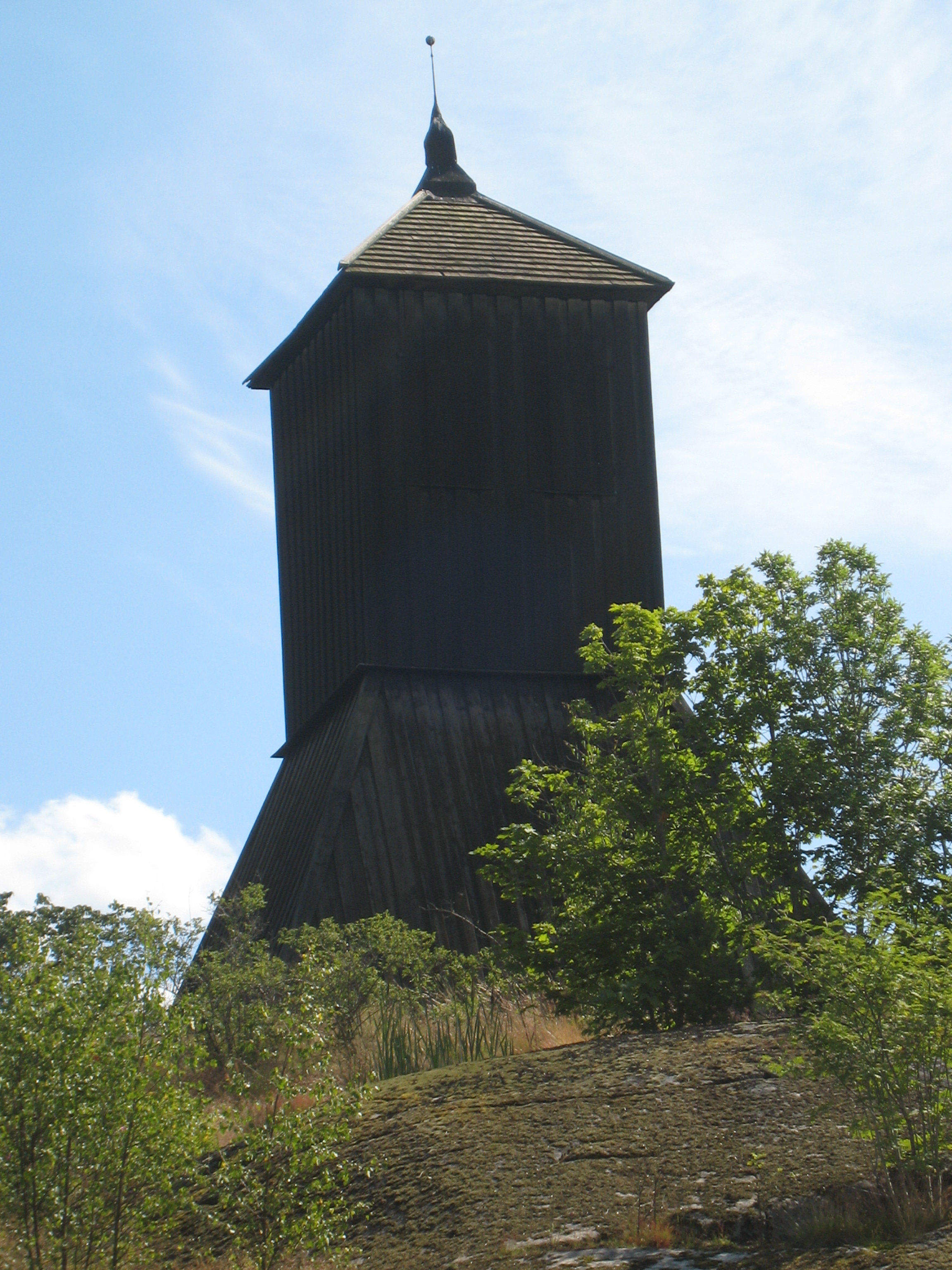
Klockstapel vid Angarns kyrka

Angarns kyrka är en kyrkobyggnad i Angarns socken i Stockholms stift. Den är församlingskyrka i Össeby församling.

## Kyrkobyggnaden
Angarns kyrka är en medeltida salkyrka som består av ett långhus med rakt kor i öster. Norr om koret finns en vidbyggd sakristia och vid långhusets sydvästra sida finns ett vidbyggt vapenhus. Ytterväggarna är belagda med puts. Taken var tidigare belagda med spån, men är numera klädda med falsad och svartmålad plåt. Kyrkan uppfördes i gråsten vid slutet av 1200-talet. Vapenhuset och sakristian måste ha tillkommit senare eftersom inget av dessa ligger i förband med långhuset. 1759 togs korfönstret upp till sin nuvarande storlek. En omfattande renovering genomfördes åren 1795-1796 då kyrkorummet fick sitt nuvarande segmentvalv av putsat trä. Vapenhuset försågs med ett tunnvalv av trä. Södra fönstret togs upp till sitt nuvarande utseende och ett nytt fönster togs upp mot norr.

## Klockstapeln
Sydöst om kyrkan, på andra sidan vägen, står klockstapeln på en höjd. Den uppfördes 1661 och var då en öppen klockbockskonstruktion. Senare kläddes den med panel och fick sitt nuvarande utseende, vilket sannolikt skedde vid en reparation 1771. Stapeln har ett tälttak som kröns med en spira. I stapeln hänger två klockor. Lillklockan göts troligen under första hälften av 1300-talet. Storklockan anskaffades omkring mitten av 1700-talet och göts om senast 1818.

## Inventarier
- Dopfunten härstammar från 1200-talet och står i kyrkans kor.
- Triumfkrucifixet på södra väggen är ett romanskt arbete från 1100-talet som senare under medeltiden har moderniserats.
- Predikstolen i nyklassicistisk stil är tillverkad av hovbildhuggaren Per Ljung i samband med renoveringen 1795–1796.
- Orgeln sattes upp i kyrkan 1849, men är troligen byggd omkring år 1800. Den har fem stämmor.

## Runstenar vid Angarns kyrka
Runstenen U201 är inmurad i det nordöstra hörnet av kyrkans sakristia. Utanför kyrkogårdsmuren står runstenarna U 202, U 203 och U 204. U 204 är placerad i mitten.

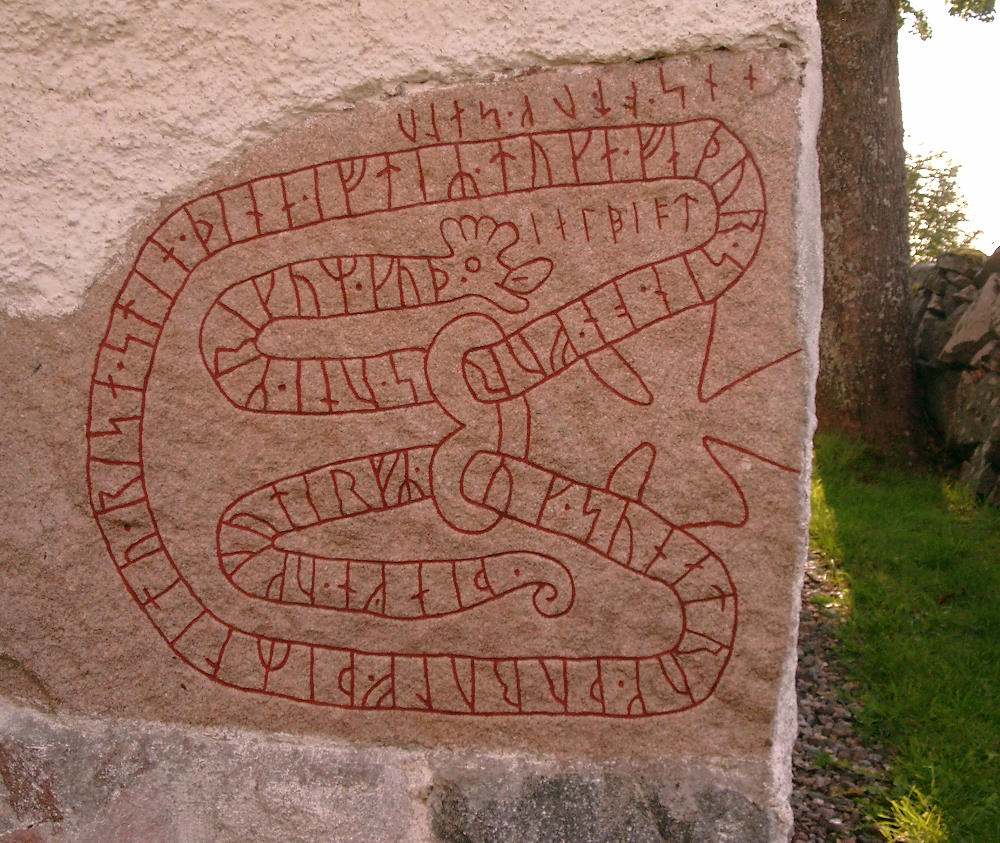
U201
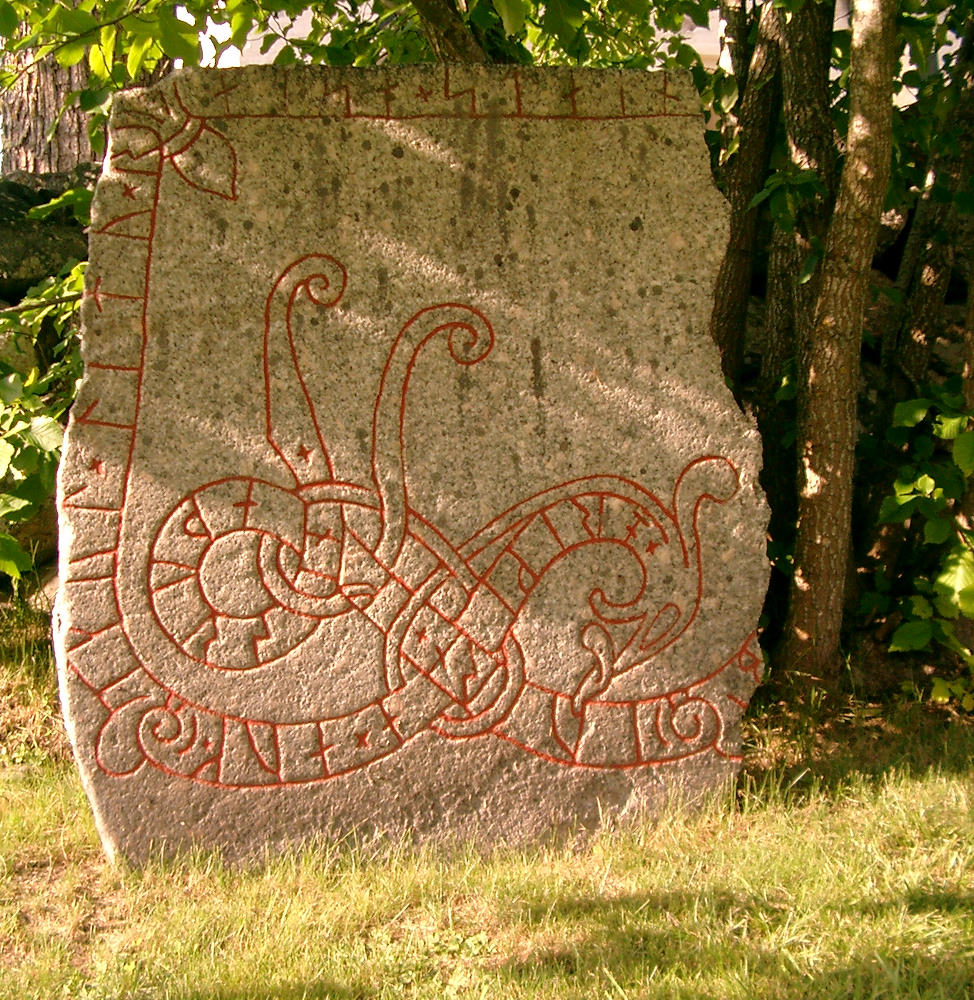
U202
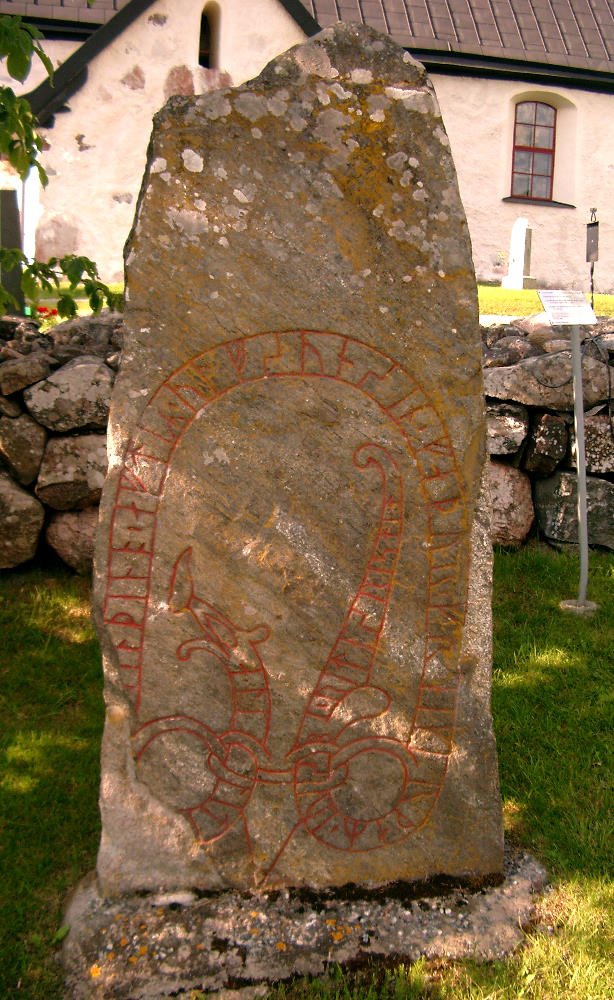
U203
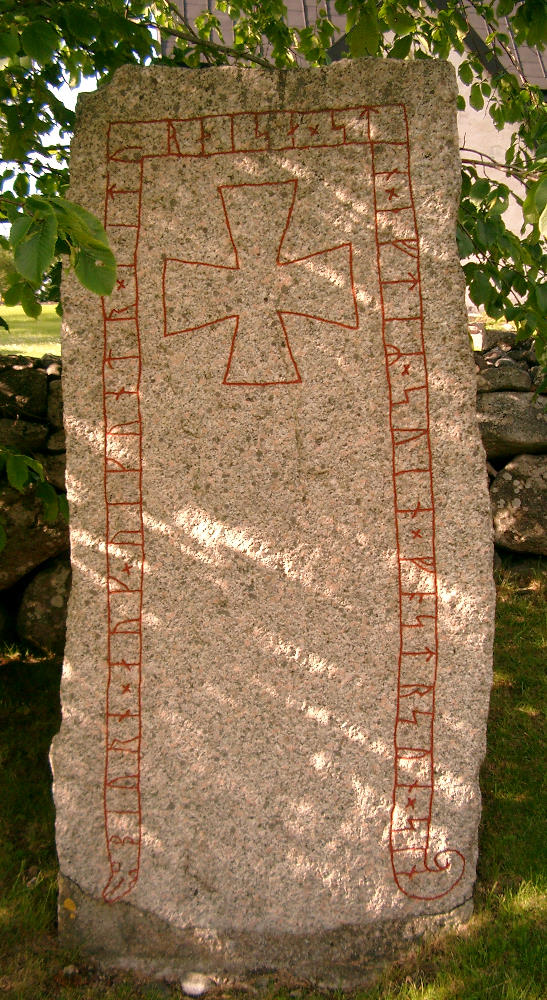
U204